# 락투카리움
락투카리움(lactucarium)은  청상추,적상추 등 여러 종의 상추(Lettuce, 학명: Lactuca Sativa) 특히 야생상추(Lactuca virosa)에 의해 분비되는 유백색 액체로 보통 줄기의 밑 부분에서 나온다. 진정효과 및 진통효과 특성으로 인해 일명 '상추 아편'(lettuce opium)으로 언급된다. 온화한 행복감을 촉진하는 것으로도 보고된 바 있다. 락투카리움은 라텍스(latex)이기 때문에 흰색 액체로 배출되며 짙고 두꺼운 연기가 나는 고체로 환원될 수 있다는 점에서 역시 아편과 물리적 성상에서 유사하다고 언급되기도 한다.

## 테르펜
락투카리움은 테르펜(terpene)계열로 락투카리움에는 알파-락투세롤(α-lactucerol) ,베타-락투세롤(β-lactucerol), 락투신(lactucin) ,  락투코피크린(lactucopicrin)등 이들 추출물의 통칭이다.

## 종류
| |
| 양상추에서 발생하는 화합물들 (1) α- 락투세롤(α-lactucerol) 또는 타락사스테롤(taraxasterol), (2)β- 락투세롤 (β-lactucerol ,lactucon, lactucerin), (3) 락투신(lactucin) , (4) 락투코피크린(lactucopicrin) |

## 같이 보기
- 멜라토닌
- 코르티솔
- 데쿠르신
- 안토시아닌